# Copa Libertadores 1981
Die Copa Libertadores 1981 war die 22. Auflage des wichtigsten südamerikanischen Fußballwettbewerbs für Vereinsmannschaften, an welcher 21 Mannschaften teilnahmen. Es nahmen jeweils die Landesmeister der CONMEBOL-Länder und die Zweiten teil. Das Teilnehmerfeld komplettierte Titelverteidiger Nacional Montevideo. Das Turnier begann am 18. März und endete am 23. November 1981 mit dem Final-Entscheidungsspiel. Der brasilianische Vertreter CR Flamengo aus Rio de Janeiro gewann das Finale gegen CD Cobreloa und zum ersten Mal die Copa Libertadores.

## 1. Gruppenphase

### Gruppe 1
| Pl. | Verein          | Sp. | S | U | N | Tore    | Diff. | Punkte |
| --- | --------------- | --- | - | - | - | ------- | ----- | ------ |
| 1.  | Deportivo Cali  | 6   | 4 | 0 | 2 | 010:600 | +4    | 08     |
| 2.  | River Plate     | 6   | 3 | 1 | 2 | 009:600 | +3    | 07     |
| 3.  | Rosario Central | 6   | 3 | 0 | 3 | 011:700 | +4    | 06     |
| 4.  | Atlético Junior | 6   | 1 | 1 | 4 | 003:140 | −11   | 03     |

|                 |   |                 | Hinspiel | Rückspiel |
| --------------- | - | --------------- | -------- | --------- |
| Rosario Central | - | River Plate     | 0:1      | 2:3       |
| Atlético Junior | - | Deportivo Cali  | 1:0      | 1:4       |
| Atlético Junior | - | River Plate     | 0:0      | 0:3       |
| Deportivo Cali  | - | Rosario Central | 1:0      | 1:2       |
| Atlético Junior | - | Rosario Central | 1:2      | 0:5       |
| Deportivo Cali  | - | River Plate     | 2:1      | 2:1       |

### Gruppe 2
| Pl. | Verein                    | Sp. | S | U | N | Tore    | Diff. | Punkte |
| --- | ------------------------- | --- | - | - | - | ------- | ----- | ------ |
| 1.  | Club Atlético Peñarol     | 6   | 5 | 1 | 0 | 013:300 | +10   | 11     |
| 2.  | Club Atlético Bella Vista | 6   | 4 | 1 | 1 | 016:500 | +11   | 09     |
| 3.  | Estudiantes de Mérida     | 6   | 0 | 2 | 4 | 005:140 | −9    | 02     |
| 4.  | Portuguesa FC             | 6   | 0 | 2 | 4 | 001:130 | −12   | 02     |

|                       |   |                           | Hinspiel | Rückspiel |
| --------------------- | - | ------------------------- | -------- | --------- |
| Club Atlético Peñarol | - | Club Atlético Bella Vista | 3:1      | 0:0       |
| Estudiantes de Mérida | - | Portuguesa FC             | 1:1      | 0:0       |
| Portuguesa FC         | - | Club Atlético Peñarol     | 0:1      | 0:3       |
| Estudiantes de Mérida | - | Club Atlético Bella Vista | 1:4      | 1:3       |
| Portuguesa FC         | - | Club Atlético Bella Vista | 0:4      | 0:4       |
| Estudiantes de Mérida | - | Club Atlético Peñarol     | 0:2      | 2:4       |

### Gruppe 3
| Pl. | Verein             | Sp. | S | U | N | Tore    | Diff. | Punkte |
| --- | ------------------ | --- | - | - | - | ------- | ----- | ------ |
| 1.  | CR Flamengo        | 6   | 2 | 4 | 0 | 014:900 | +5    | 08     |
| 1.  | Atlético Mineiro   | 6   | 2 | 4 | 0 | 008:600 | +2    | 08     |
| 3.  | Club Cerro Porteño | 6   | 1 | 2 | 3 | 009:120 | −3    | 04     |
| 4.  | Club Olimpia       | 6   | 0 | 4 | 2 | 001:500 | −4    | 04     |

|                    |   |                    | Hinspiel | Rückspiel |
| ------------------ | - | ------------------ | -------- | --------- |
| Atlético Mineiro   | - | CR Flamengo        | 2:2      | 2:2       |
| Club Cerro Porteño | - | Club Olimpia       | 0:0      | 3:0       |
| CR Flamengo        | - | Club Cerro Porteño | 5:2      | 4:2       |
| Club Olimpia       | - | Atlético Mineiro   | 0:0      | 0:1       |
| Club Cerro Porteño | - | Atlético Mineiro   | 0:1      | 2:2       |
| CR Flamengo        | - | Club Olimpia       | 1:1      | 0:0       |

#### Entscheidungsspiel um den Gruppensieg
|             | Ergebnis |                  |
| ----------- | -------- | ---------------- |
| CR Flamengo | *0:0*    | Atlético Mineiro |

* Flamengo qualifizierte sich aufgrund der besseren Tordifferenz für die nächste Runde

### Gruppe 4
| Pl. | Verein                     | Sp. | S | U | N | Tore    | Diff. | Punkte |
| --- | -------------------------- | --- | - | - | - | ------- | ----- | ------ |
| 1.  | Club The Strongest         | 6   | 4 | 0 | 2 | 013:900 | +4    | 08     |
| 1.  | Club Jorge Wilstermann     | 6   | 4 | 0 | 2 | 009:900 | ±0    | 08     |
| 3.  | Barcelona Sporting Club    | 6   | 3 | 0 | 3 | 008:800 | ±0    | 06     |
| 4.  | Club Técnico Universitario | 6   | 1 | 0 | 5 | 011:150 | −4    | 02     |

|                            |   |                            | Hinspiel | Rückspiel |
| -------------------------- | - | -------------------------- | -------- | --------- |
| Club Jorge Wilstermann     | - | Club The Strongest         | 3:2      | 0:2       |
| Barcelona Sporting Club    | - | Club Técnico Universitario | 2:1      | 1:4       |
| Club Técnico Universitario | - | Club Jorge Wilstermann     | 1:2      | 1:3       |
| Barcelona Sporting Club    | - | Club The Strongest         | 2:1      | 0:1       |
| Club Técnico Universitario | - | Club The Strongest         | 2:3      | 2:4       |
| Barcelona Sporting Club    | - | Club Jorge Wilstermann     | 3:0      | 0:1       |

* Entscheidungsspiel um den ersten Platz war nötig; Jorge Wilstermann gewann 4:1 und qualifizierte sich für die nächste Runde.

#### Entscheidungsspiel um den Gruppensieg
|                    | Ergebnis |                        |
| ------------------ | -------- | ---------------------- |
| Club The Strongest | 1:4      | Club Jorge Wilstermann |

### Gruppe 5
| Pl. | Verein                  | Sp. | S | U | N | Tore    | Diff. | Punkte |
| --- | ----------------------- | --- | - | - | - | ------- | ----- | ------ |
| 1.  | CD Cobreloa             | 6   | 3 | 3 | 0 | 014:300 | +11   | 09     |
| 2.  | Sporting Cristal        | 6   | 3 | 2 | 1 | 009:110 | −2    | 08     |
| 3.  | CF Universidad de Chile | 6   | 2 | 2 | 2 | 008:600 | +2    | 06     |
| 4.  | Atlético Torino         | 6   | 0 | 1 | 5 | 005:160 | −11   | 01     |

|                         |   |                         | Hinspiel | Rückspiel |
| ----------------------- | - | ----------------------- | -------- | --------- |
| CF Universidad de Chile | - | CD Cobreloa             | 0:0      | 0:1       |
| Sporting Cristal        | - | Atlético Torino         | 2:1      | 2:1       |
| Sporting Cristal        | - | CF Universidad de Chile | 3:2      | 1:1       |
| Atlético Torino         | - | CD Cobreloa             | 1:1      | 1:6       |
| Sporting Cristal        | - | CD Cobreloa             | 0:0      | 1:6       |
| Atlético Torino         | - | CF Universidad de Chile | 1:2      | 0:3       |

## 2. Gruppenphase

### Gruppe 1
| Pl. | Verein                 | Sp. | S | U | N | Tore    | Diff. | Punkte |
| --- | ---------------------- | --- | - | - | - | ------- | ----- | ------ |
| 1.  | CR Flamengo            | 4   | 4 | 0 | 0 | 010:200 | +8    | 08     |
| 2.  | Deportivo Cali         | 4   | 1 | 1 | 2 | 002:500 | −3    | 03     |
| 3.  | Club Jorge Wilstermann | 4   | 0 | 1 | 3 | 003:800 | −5    | 01     |

|                        |   |                        | Hinspiel | Rückspiel |
| ---------------------- | - | ---------------------- | -------- | --------- |
| Deportivo Cali         | - | CR Flamengo            | 0:1      | 0:3       |
| Club Jorge Wilstermann | - | CR Flamengo            | 1:2      | 1:4       |
| Deportivo Cali         | - | Club Corge Wilstermann | 1:0      | 1:1       |

### Gruppe 2
| Pl. | Verein                | Sp. | S | U | N | Tore    | Diff. | Punkte |
| --- | --------------------- | --- | - | - | - | ------- | ----- | ------ |
| 1.  | CD Cobreloa           | 4   | 3 | 1 | 0 | 009:500 | +4    | 07     |
| 2.  | Nacional Montevideo   | 4   | 0 | 3 | 1 | 005:600 | −1    | 03     |
| 3.  | Club Atlético Peñarol | 4   | 0 | 2 | 2 | 004:700 | −3    | 02     |

|                       |   |                     | Hinspiel | Rückspiel |
| --------------------- | - | ------------------- | -------- | --------- |
| Club Atlético Peñarol | - | Nacional Montevideo | 1:1      | 1:1       |
| Nacional Montevideo   | - | CD Cobreloa         | 1:2      | 2:2       |
| Club Atlético Peñarol | - | CD Cobreloa         | 0:1      | 2:4       |

## Finale

### Hinspiel
| CR Flamengo                                               | CR Flamengo | CD Cobreloa | CD Cobreloa |
| --------------------------------------------------------- | --- | --- | ----------- |
| CR Flamengo                                               | \| 13. November 1981 in Rio de Janeiro, Brasilien (Maracanã) \| \| Ergebnis: 2:1 (2:0) \| \| Zuschauer: 94.000 \| \| Schiedsrichter: Carlos Espósito ( Argentinien) \| | \| 13. November 1981 in Rio de Janeiro, Brasilien (Maracanã) \| \| Ergebnis: 2:1 (2:0) \| \| Zuschauer: 94.000 \| \| Schiedsrichter: Carlos Espósito ( Argentinien) \|                                          | CD Cobreloa |
| CR Flamengo                                               | Raul Plassmann – Leandro, Figueiredo, Carlos Mozer, Júnior, Andrade, Zico, Adílio, Lico (74. Baroninho), Nunes, Tita Cheftrainer: Paulo César Carpegiani               | Óscar Wirth – Carlos Rojas, Mario Soto, Hugo Tabilo, Enzo Escobar, Armando Alarcón, Eduardo Jiménez, Víctor Merello, Óscar Muñoz (60. Rubén Gómez), Jorge Siviero, Héctor Puebla Cheftrainer: Vicente Cantatore | CD Cobreloa |
| CR Flamengo                                               | 1:0 Zico (12.) 2:0 Zico (30.) | 2:1 Víctor Merello (65.) | CD Cobreloa |
| 13. November 1981 in Rio de Janeiro, Brasilien (Maracanã) | | |             |
| Ergebnis: 2:1 (2:0)                                       | | |             |
| Zuschauer: 94.000                                         | | |             |
| Schiedsrichter: Carlos Espósito ( Argentinien)            | | |             |

### Rückspiel
| CD Cobreloa                                             | CD Cobreloa | CR Flamengo | CR Flamengo |
| ------------------------------------------------------- | --- | --- | ----------- |
| CD Cobreloa                                             | \| 20. November 1981 in Santiago, Chile (Estadio Nacional) \| \| Ergebnis: 1:0 (0:0) \| \| Zuschauer: 61.700 \| \| Schiedsrichter: Ramón Barreto ( Uruguay) \|                                                        | \| 20. November 1981 in Santiago, Chile (Estadio Nacional) \| \| Ergebnis: 1:0 (0:0) \| \| Zuschauer: 61.700 \| \| Schiedsrichter: Ramón Barreto ( Uruguay) \|          | CR Flamengo |
| CD Cobreloa                                             | Óscar Wirth – Eduardo Jiménez, Hugo Tabilo, Mario Soto, Enzo Escobar, Víctor Merello, Armando Alarcón, Rubén Gómez (76. Óscar Muñoz), Héctor Puebla, Jorge Siviero, Washington Olivera Cheftrainer: Vicente Cantatore | Raul Plassmann – Leandro, Figueiredo, Carlos Mozer, Júnior, Andrade, Adílio, Zico, Lico (75. Baroninho), Nunes (67. Nei Dias), Tita Cheftrainer: Paulo César Carpegiani | CR Flamengo |
| CD Cobreloa                                             | 1:0 Víctor Merello (79.) | | CR Flamengo |
| 20. November 1981 in Santiago, Chile (Estadio Nacional) | | |             |
| Ergebnis: 1:0 (0:0)                                     | | |             |
| Zuschauer: 61.700                                       | | |             |
| Schiedsrichter: Ramón Barreto ( Uruguay)                | | |             |

### Entscheidungsspiel
| CR Flamengo                                                   | CR Flamengo | CD Cobreloa | CD Cobreloa |
| ------------------------------------------------------------- | --- | --- | ----------- |
| CR Flamengo                                                   | \| 23. November 1981 in Montevideo, Uruguay (Estadio Centenario) \| \| Ergebnis: 2:0 (1:0) \| \| Zuschauer: 30.200 \| \| Schiedsrichter: Roque Cerullo ( Uruguay) \| | \| 23. November 1981 in Montevideo, Uruguay (Estadio Centenario) \| \| Ergebnis: 2:0 (1:0) \| \| Zuschauer: 30.200 \| \| Schiedsrichter: Roque Cerullo ( Uruguay) \|                                                | CD Cobreloa |
| CR Flamengo                                                   | Raul Plassmann – Nei Dias, Marinho, Carlos Mozer, Júnior, Leandro, Andrade, Zico, Tita, Nunes (86. Anselmo), Adílio Cheftrainer: Paulo César Carpegiani              | Óscar Wirth – Hugo Tabilo, Juan Páez (40. Óscar Muñoz), Mario Soto, Enzo Escobar, Eduardo Jiménez, Víctor Merello, Armando Alarcón, Héctor Puebla, Jorge Siviero, Washington Olivera Cheftrainer: Vicente Cantatore | CD Cobreloa |
| CR Flamengo                                                   | 1:0 Zico (18.) 2:0 Zico (79.) | | CD Cobreloa |
| CR Flamengo                                                   | 32. Andrade, 90. Anselmo | 35. Alarcón, 90. Soto, 90. Jiménez | CD Cobreloa |
| 23. November 1981 in Montevideo, Uruguay (Estadio Centenario) | | |             |
| Ergebnis: 2:0 (1:0)                                           | | |             |
| Zuschauer: 30.200                                             | | |             |
| Schiedsrichter: Roque Cerullo ( Uruguay)                      | | |             |